# Ringelgasse 19
Ringelgasse 19 ist eine deutsche Animationsserie, die seit 2012 regelmäßig in der Fernsehserie Die Sendung mit der Maus ausgestrahlt wird. Die Serie erzählt Geschichten der Kinder, die in einem dreistöckigen Mietshaus in der Ringelgasse 19 wohnen. Die Straße liegt am Stadtrand der kleinen fiktiven Stadt Sonderberg.  

## Zeichentrickserien-Charaktere
- Willi Wutz (der kleine Superheld isst gerne Würste, liebt Fußball und ist der Sohn des Hausmeisters)
- Tomek Keller (der Erfinder und größte unter den Kindern)
- Swenja Keller (Tomeks kleine Schwester)
- Pia Gärtner (sie liebt Pferde, wünscht sich einen neuen Papa und wird immer rot, wenn alle sie ansehen)
- Tanja und Tonja Kronbusch (die unzertrennlichen rothaarigen Zwillinge)
- die Geschwister Akrassimowitsch (Sergej, Ludmilla und deren zwei große Brüder Alexej und Andrej, allesamt sehr musikalisch, wie alle in der Familie Akrassimowitsch)

## Produktion und Veröffentlichung
Die Serie wird von Motionworks im Auftrag des WDR produziert, das Drehbuch stammt von Andreas Strozyk. Nachdem im Herbst 2010 bereits eine Pilotfolge in der Sendung mit der Maus gezeigt wurde, war die Erstausstrahlung der Serie am 30. September 2012.